# Años 870
Los años 870 o década del 870 empezó el 1 de enero del 870 y terminó el 31 de diciembre del 879. 

## Acontecimientos
- Comienza la colonización de Islandia.
- Batalla de Polvoraria
- Los croatas en el norte y el oeste se separan de Bizancio y se vuelven hacia la Roma católica, pero son invadidos por tropas provenientes de Hungría en 1089.

## Personas destacadas
- Alfredo el Grande.
- Carlos el Calvo.